# Clop de Bernat
El clop de Bernat (Populus nigra) és un arbre que es troba al municipi de Llavorsí (el Pallars Sobirà), el qual es troba entre els cinc primers pollancres catalans pel seu impressionant gruix de soca i, en segon terme, per la forma curiosa de la soca i la capçada.

## Dades descriptives
- Perímetre del tronc a 1,30 m: 5,34 m.
- Perímetre de la base del tronc: 6,89 m.[1]
- Alçada: 25 m.
- Amplada de la capçada: 17 m.
- Altitud sobre el nivell del mar: 1.289 m.

## Entorn
Al costat de l'arbre hi ha un cóm per a abeurar el bestiar. El paisatge, dins del Parc Natural de l'Alt Pirineu, es compon de landa i matollars d'auró negre i aranyoner, amb altres espècies que els acompanyen, com càdec, gatell, gavarrera, esbarzer, lleteresa vesquera i marxívol. Al voltant hi ha bosc de rajolet amb presència laxa de bedoll. L'arbre creix al costat d'un naixement d'aigua. Faunísticament, de manera destacable hi ha pinsà comú i griva, i és fàcil observar-hi marcatges de territori de la guineu.

## Aspecte general
Presenta un estat regressiu, així com un aparent envelliment global, que es percep ràpidament observant-ne la capçada. Algun defoliador està actuant als teixits foliars de l'arbre, tot i que no amb excessiva agressivitat. S'observa una presència notòria de branques seques. A la soca i al tronc basal, hi ha presència de cert nombre de tumoracions, berrugues i cavorques que li donen una forma peculiar. Mostra una fase avançada de senectut, però no hi ha símptomes visibles d'una mort fulminant, sinó més aviat progressiva i lenta. La presència de diversos peus de vidalba, que li envaeixen la capçada, no li és favorable.

## Observacions
És remarcable que l'indret exacte on creix aquest arbre no és l'àmbit òptim per als pollancres (tot i que, a prop de l'arbre, hi ha una font que li dona beure contínuament), atès que és ben bé a peu de la pista forestal, en un marge amb força inclinació, un enclavament ben diferent de les riberes i lleres de rius i vores de reg on es desenvolupen habitualment les pollancredes.

## Curiositats
A prop del pollancre hi ha l'ermita de Biuse, on se celebra (cada segon diumenge de maig) l'aplec de Biuse, l'origen del qual era una trobada dels veïns de Llavorsí per al repartiment de les pastures quan a principis de primavera s'aviava el bestiar. Al costat d'aquesta ermita-borda hi creix un saüquer de gran bellesa.

## Accés
Uns 900 m abans d'arribar a Llavorsí per la carretera C-13, cal trencar a la dreta (punt quilomètric 140,3), cap a la pista que duu a les bordes de Biuse. És una pista amb condicions no gaire bones i a on cal un vehicle tot terreny. La pista travessa la Marrada de la Guineu, i a uns 4 quilòmetres aproximadament, abans d'arribar a l'ermita de Biuse, ens trobarem amb el poll, el qual queda a l'esquerra, solitari i a peu de pista. GPS 31T 353181 4704481.